# Hispasat 30W-5
O Hispasat 30W-5, anteriormente chamado Hispasat 1E, é um satélite de comunicação geoestacionário espanhol construído pela Space Systems/Loral, está localizado na posição orbital de 30 graus de longitude oeste, operado pela Hispasat. O satélite foi baseado na plataforma SSL-1300 e sua expectativa de vida útil é de 15 anos. O mesmo transmite canais de televisão em espanhol e português.

## Lançamento
O satélite foi lançado ao espaço com sucesso no dia 29 de dezembro de 2010, às 21:27 UTC, por meio de um veículo Ariane 5 ECA a partir do Centro Espacial de Kourou, na Guiana Francesa, juntamente com o satélite Koreasat 6. Ele tinha uma massa de lançamento de 5.270 kg.

## Capacidade e cobertura
O Hispasat 30W-5 está equipado com 53 transponders em banda Ku ativos para fornecer serviços de comunicação para a Europa, América e África do Norte. Espera-se que permaneça em serviço pelo menos até 2026.